# Кемар Бейлі-Коул
Кемар Бейлі-Коул  (англ. Kemar Bailey-Cole, 10 січня 1992) — ямайський легкоатлет, дворазовий олімпійський чемпіон, чемпіон світу, дворазовий чемпіон Ігор Співдружності.

## Виступи на Олімпіадах
| Олімпіада   | Дисципліна              | Місце |
| ----------- | ----------------------- | ----- |
| Лондон 2012 | естафета 4 x 100 метрів | 1     |
| Ріо 2016    | естафета 4 x 100 метрів | 1     |

## Зовнішні посилання
- Досьє на sport.references.com [Архівовано 2 грудня 2016 у Wayback Machine.]